# Guinea ai Giochi della XXIII Olimpiade
La Guinea partecipò ai Giochi della XXIII Olimpiade, svoltisi a Los Angeles, Stati Uniti, dal 28 luglio al 12 agosto 1984, con una delegazione di 1 atleta impegnato in una disciplina.